# SESSIONS 4
SESSIONS 4（セッションズ　フォー）は北海道のラジオ局であるFM NORTH WAVEで放送されていたラジオ番組。

## 概要
- 各曜日ごとにFM NORTH WAVEにゆかりのある4組のアーティストが、音楽を交えてトークを展開する番組。
- なお、番組は東京のスタジオから収録されている。

## 放送時間
- 月 - 木曜 20:00 - 21:00

（日本標準時。番組開始当初は18:00 - 19:00、2006年9月28日までは19:00 - 20:00）

## DJ
- 月曜 Skoop On Somebody
- 火曜 PE'Z
- 水曜 EXILE（MATSU&AKIRA）
- 木曜 DOUBLE

### 過去のDJ
- 倖田來未（水曜）